# جان استون (بازیگر)
جان استون (انگلیسی: John Stone؛ ‏ ۲۶ مهٔ ۱۹۲۴ – ۲۰۰۷) بازیگر اهل بریتانیا بود.
از فیلم‌ها یا برنامه‌های تلویزیونی که وی در آن نقش داشته‌است می‌توان به رسیدن به آسمان، عملیات قتل، شهر ترسناک، نقاب مرگ سرخ، فقط دو بار زندگی می‌کنید، تعرض و پوآرو اشاره کرد.